# Zofia Jaroszewska
Zofia Jaroszewska, 1 v. Niedzielska, 2 v. Friedrich (ur. 25 września 1902 w Irbicie, zm. 25 września 1985 w Warszawie) – polska aktorka teatralna, filmowa i telewizyjna, reżyser, pedagog.

## Życiorys
Urodziła się 25 września 1902 w miejscowości Irbit na Uralu, ówcześnie na terenie Imperium Rosyjskiego. Ukończyła pensję Zofii Kurmanowej w Warszawie. W 1920 po zdaniu matury studiowała krótko grę na fortepianie w Konserwatorium Warszawskim, a następnie w Warszawskiej Szkole Dramatycznej (1921–1922). W 1922 ukończyła Oddział Dramatyczny przy Konserwatorium Muzycznym w Warszawie. 29 września 1923 zadebiutowała rolą Elsinoe w Irydionie Zygmunta Krasińskiego na deskach Teatru Polskiego w Wilnie. Po ukończeniu studiów pracowała w teatrach wileńskich, krakowskich i warszawskich.
W 1928 powróciła do Krakowa i do wybuchu wojny występowała na scenie Teatru im. Juliusza Słowackiego. Podczas okupacji pracowała jako urzędniczka Elektrowni Miejskiej w Krakowie. Mieszkała w Tenczynku.
Po wyzwoleniu nadal występowała na scenach krakowskich: Teatru im. Juliusza Słowackiego (1945–1946, 1955–1957 i 1961–1972), Teatrów Dramatycznych (1946–1954) oraz Starego Teatru (1954–1955 i 1957–1961).
Odtwórczyni zarówno ról komediowych, jak i dramatycznych. W latach 1963–1972 wykładała w Państwowej Wyższej Szkole Teatralnej im. Ludwika Solskiego w Krakowie, od 1967 będąc profesorem PWST.

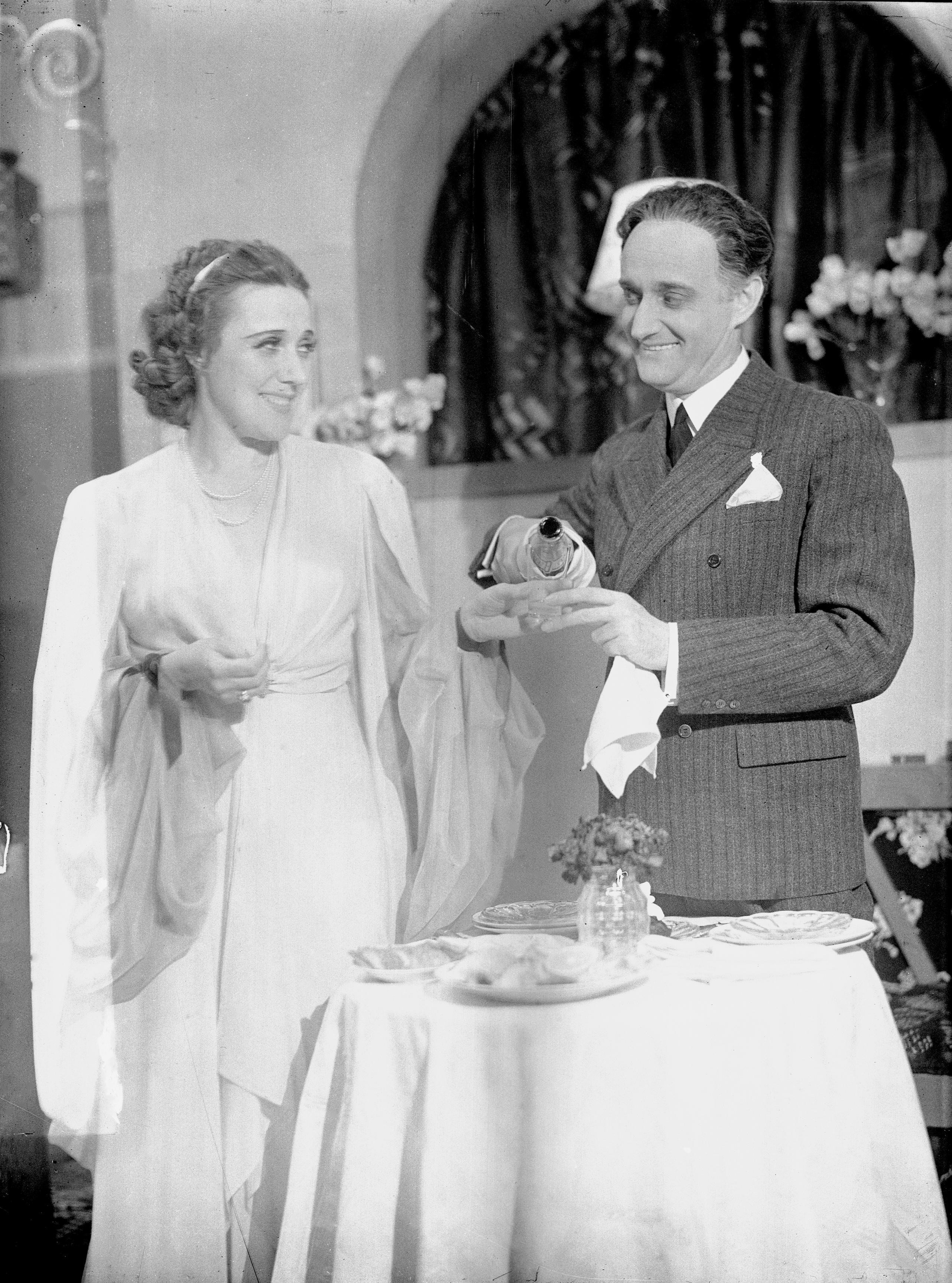
Zofia Jaroszewska i Wiktor Biegański w jednej ze scen przedstawienia Zakochana w Teatrze im. Juliusza Słowackiego w Krakowie (1936).

Po przejściu na emeryturę w 1972 grała jeszcze gościnnie na deskach Starego Teatru. Przed wojną zagrała w dwóch filmach, wraz z wyjazdem do Warszawy jej kontakt z filmem uległ zerwaniu. Dopiero po przejściu na emeryturę teatralną przyjęła kilka ról filmowych i telewizyjnych. Była członkiem zasłużonym ZASP-u.
Występowała również w Teatrze Telewizji, m.in. w spektaklach: Moralność pani Dulskiej Gabrieli Zapolskiej w reż. Lidii Zamkow jako pani Dulska (1968), Zygmunt August Stanisława Wyspiańskiego w reż. Zygmunta Hübnera jako królowa Bona (1969), Niemcy Leona Kruczkowskiego w reż. Kazimierza Dejmka jako Berta (1969), Klara i Angelika Marii Dabrowskiej w reż. Ireneusza Kanickiego jako Klara (1971) oraz w Pigmalionie George’a Bernarda Shawa w reż. Józefa Słotwińskiego jako pani Higgins (1971), a także w przedstawieniu Las Aleksandra Ostrowskiego w reż. Edwarda Dziewońskiego jako Raisa Gurmyska (1978) i Nocy listopadowej Stanisława Wyspiańskiego w reż. Andrzeja Wajdy jako Demeter (1974. – Stary Teatr, 1978 – przeniesienie spektaklu ze Starego Teatru w plener do Łazienek Królewskich, Belwederu i Starego Miasta w Warszawie, zarejestrowany przez Teatr Telewizji TVP).

Zmarła 25 września 1985 w Warszawie, pochowana na cmentarzu Salwatorskim w Krakowie (sektor SC14-1-1).

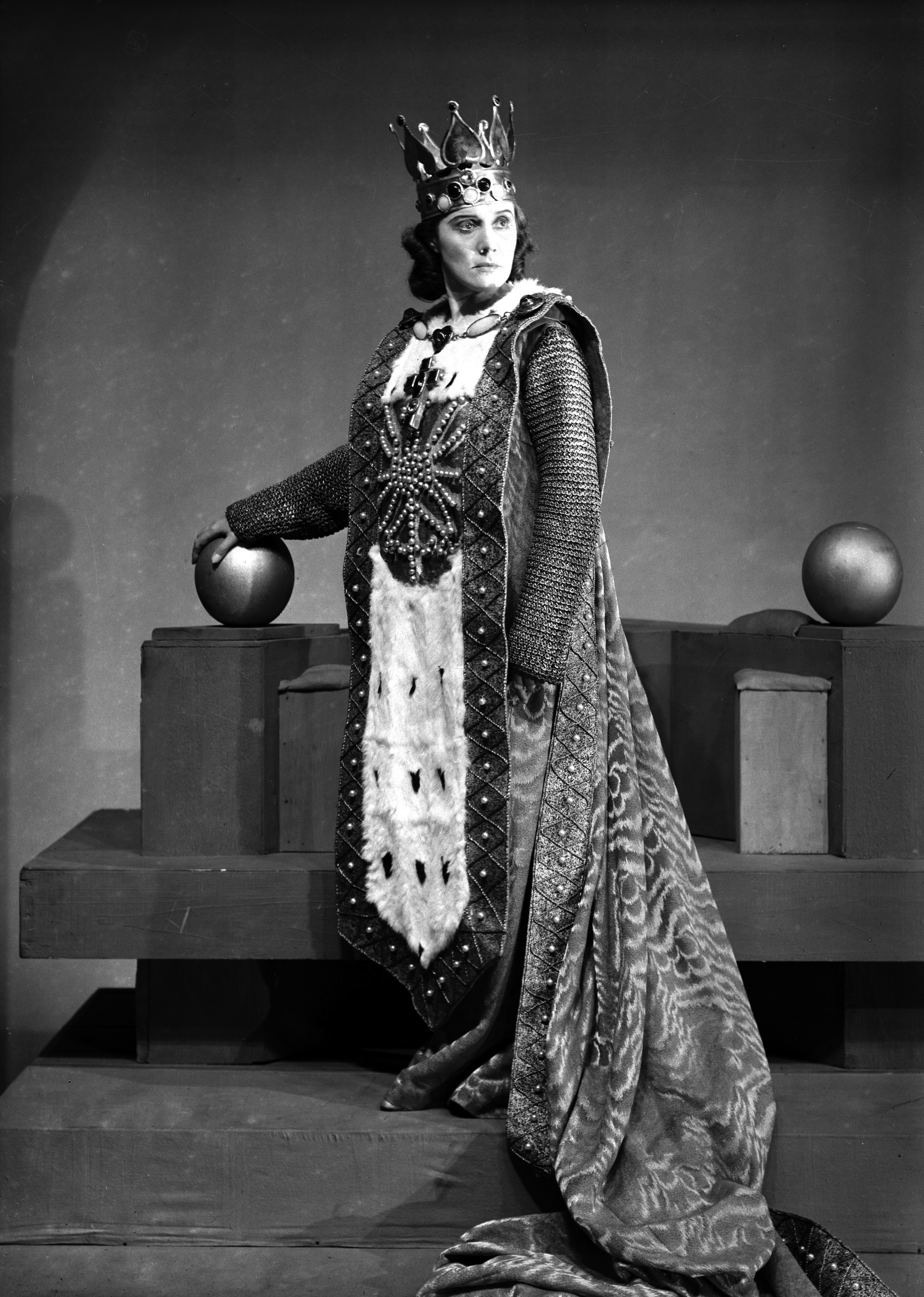
Zofia Jaroszewska w roli Balladyny, 1938

## Filmografia
- Zazdrość (1922) – Małgorzata
- Dwanaście krzeseł (1933) – zarządzająca domem sierot
- Dom moich synów (1975) – Jadwiga Górecka
- Lalka (serial telewizyjny) (1977) – prezesowa Zasławska:
  - odc. 3. Wielkopańskie zabawy,
  - odc. 6. Wiejskie rozrywki,

- - odc. 8. Damy i kobiety.
- Granica (1977) – Kolichowska, ciotka Elżbiety
- Panny z Wilka (1979) – ciotka Wiktora
- Okno (1981) – Lola

## Ordery i odznaczenia
- Order Sztandaru Pracy I klasy (1969)[5]
- Order Sztandaru Pracy II klasy (1959)
- Krzyż Oficerski Orderu Odrodzenia Polski (22 lipca 1952)[6]
- Złoty Wawrzyn Akademicki (5 listopada 1938)[7]
- Medal 10-lecia Polski Ludowej (28 stycznia 1955)[8]

## Nagrody

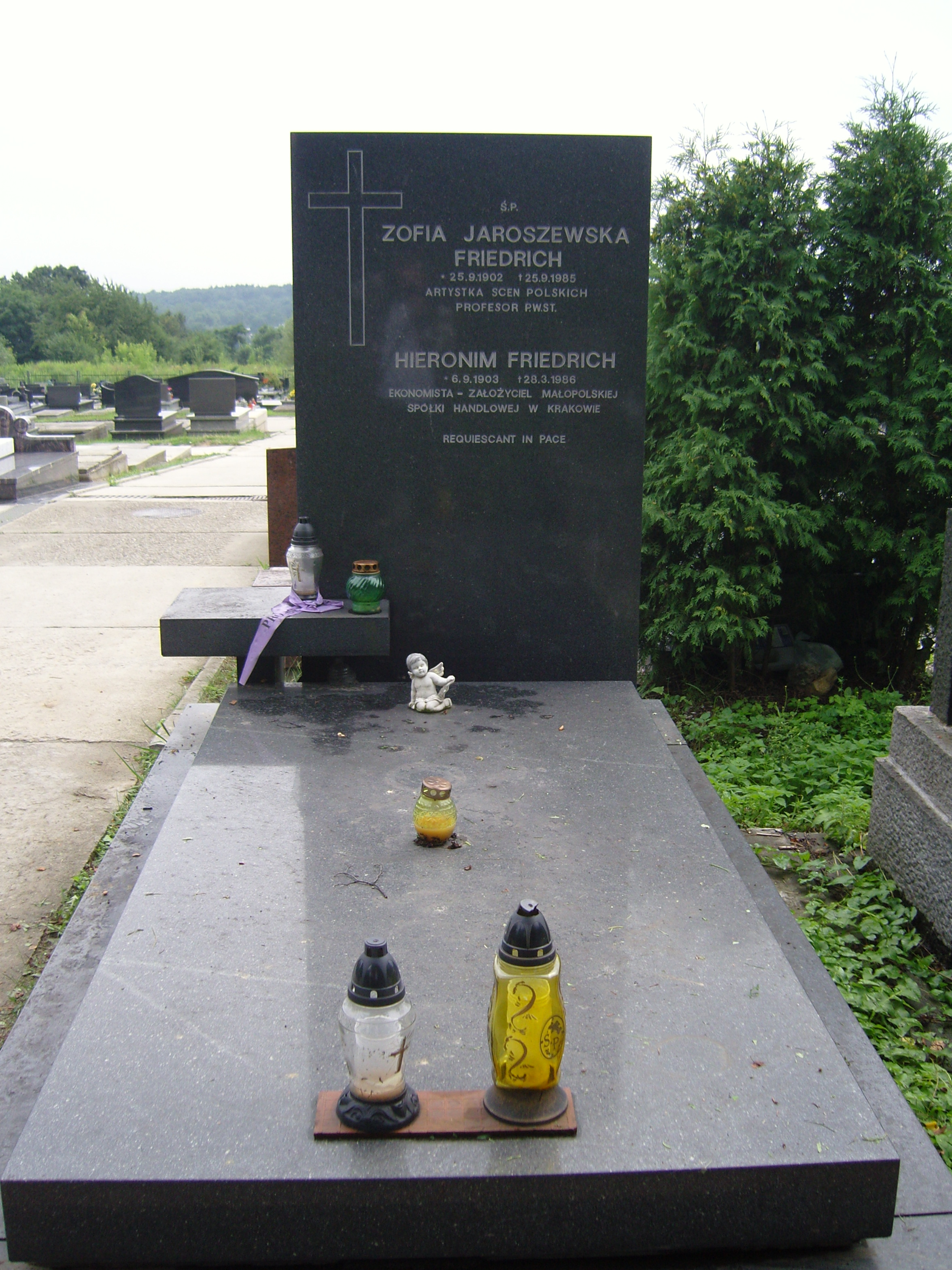
Grób Zofii Jaroszewskiej na cmentarzu Salwatorskim w Krakowie

- Nagroda II stopnia na Festiwalu Sztuk Rosyjskich i Radzieckich za rolę tytułową w sztuce Konstantego Treniewa Lubow Jarowaja w Teatrze im. Juliusza Słowackiego w Krakowie (1949)
- Nagroda Państwowa II stopnia za rolę Anny Pawłowny w spektaklu Płody edukacji Lwa Tołstoja w Teatrze im. Juliusza Słowackiego w Krakowie (1953)
- Nagroda Państwowa II stopnia za działalność aktorską w minionym 10-leciu (1955)[9]
- Nagroda Miasta Krakowa za całokształt osiągnięć artystycznych (1958)
- Nagroda Ministra Kultury i Sztuki za rolę Raisy Gurmyskiej w spektaklu Las Aleksandra Ostrowskiego w Teatrze im. Juliusza Słowackiego w Krakowie (1965)
- Nagroda Państwowa II stopnia za osiągnięcia aktorskie w teatrze i w telewizji (1968)
- Dyplom honorowy na V Telewizyjnym Festiwalu Teatrów Dramatycznych za rolę Dulskiej w spektaklu Moralność pani Dulskiej Gabrieli Zapolskiej (1968)